# Lijst van partijleiders van de VVD

Logo van de VVD

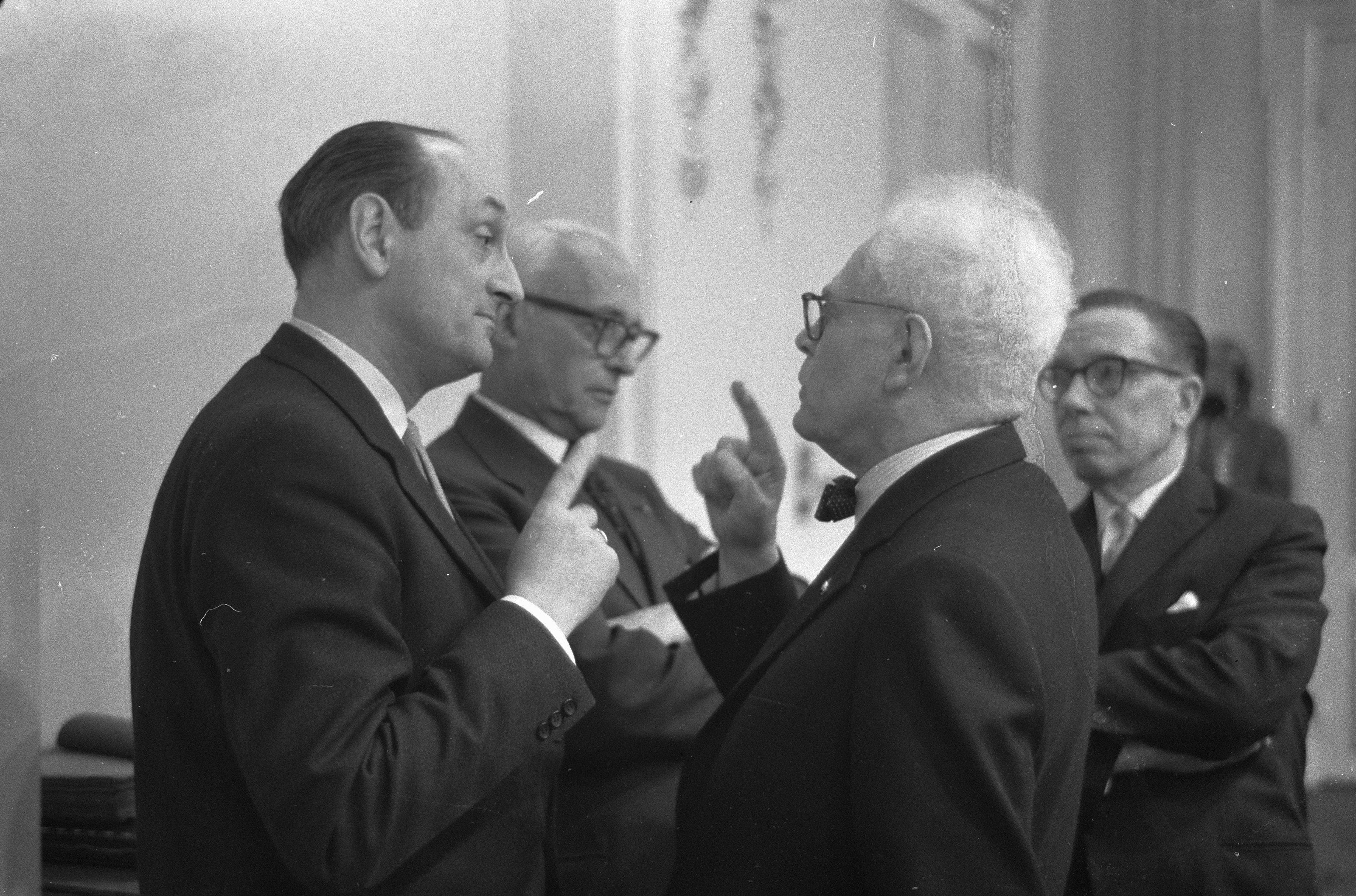
Twee partijleiders bij elkaar: Edzo Toxopeus (links) en Pieter Oud (rechts).

De partijleider van de Volkspartij voor Vrijheid en Democratie (VVD) is tijdens de Tweede Kamerverkiezingen de lijsttrekker. Meestal bekleedt de partijleider de functie van fractievoorzitter in de Tweede Kamer, maar soms neemt de partijleider zitting in een kabinet. De eerste partijleider en lijsttrekker was mede-oprichter Pieter Oud.

## Partijleiders
| Partijleiders                       | Partijleiders             | Partijleiders                             | Termijn                          | Leeftijd | Functie(s) als leider / Overige functie(s) | Functie(s) als leider / Overige functie(s) | Lijsttrekker             |
| ----------------------------------- | ------------------------- | ----------------------------------------- | -------------------------------- | -------- | --- | --- | ------------------------ |
|                                     | P.J. (Pieter) Oud         | mr. P.J. (Pieter) Oud (1886–1968)         | 28 januari 1948 – 16 mei 1963    | 61–76    | Burgemeester van Rotterdam (1945–1952) Lid Tweede Kamer (1948–1963) Fractievoorzitter Tweede Kamer (1948–1963) Partijvoorzitter (1949–1963) | Lid Tweede Kamer (VDB) (1917–1933) (1937–1938) Minister van Financiën (VDB) (1933–1937) Partijleider (VDB) (1935–1938) Fractievoorzitter Tweede Kamer (VDB) (1937–1938) Burgemeester van Rotterdam (VDB) (1938–1941) Minister van staat (1963–1968)                                                                                     | 1948 1952 1956 1959      |
|                                     | E.H. (Edzo) Toxopeus      | mr. E.H. (Edzo) Toxopeus (1918–2009)      | 16 mei 1963 – 1 oktober 1969     | 45–51    | Minister van Binnenlandse Zaken (1959–1965) Lid Tweede Kamer (1963) (1965–1969) Fractievoorzitter Tweede Kamer (1963) (1966–1969) Voorzitter van de Liberale Internationale (1966–1970)                                                                              | Lid Tweede Kamer (1956–1959) Commissaris van de Koningin van Groningen (1970–1980) Lid van de Raad van State (1980–1988) Minister van staat (1985–2009) | 1963 1967                |
|                                     | W.J. (Molly) Geertsema    | mr. W.J. (Molly) Geertsema (1918–1991)    | 1 oktober 1969 – 1 juli 1971     | 50–52    | Lid Tweede Kamer (1959–1971) Burgemeester van Wassenaar (1961–1971) Fractievoorzitter Tweede Kamer (1969–1971) | Burgemeester van Warffum (1953–1957) Fractievoorzitter Tweede Kamer (1963–1966) Minister van Binnenlandse Zaken (1971–1973) Vicepremier (1971–1973) Minister voor Surinaamse en Nederlands-Antilliaanse Zaken (1973) Lid Tweede Kamer (1973) (1973) Commissaris van de Koningin van Gelderland (1973–1983) Lid Eerste Kamer (1983–1987) | 1971                     |
|                                     | H. (Hans) Wiegel          | H. (Hans) Wiegel (1941–2025)              | 1 juli 1971 – 20 april 1982      | 29–40    | Lid Tweede Kamer (1967–1977) (1981–1982) Fractievoorzitter Tweede Kamer (1971–1977) (1981–1982) Minister van Binnenlandse Zaken (1977–1981) Vicepremier (1977–1981)                                                                                                  | Commissaris van de Koningin van Friesland (1982–1994) Lid Eerste Kamer (1995–2000) | 1972 1977 1981           |
|                                     | E.H.Th.M. (Ed) Nijpels    | drs. E.H.Th.M. (Ed) Nijpels (1950)        | 20 april 1982 – 9 juli 1986      | 32–36    | Lid Tweede Kamer (1977–1986) Fractievoorzitter Tweede Kamer (1982–1986) | Minister van Volkshuisvesting, Ruimtelijke Ordening en Milieubeheer (1986–1989) Lid Tweede Kamer (1989–1990) Burgemeester van Breda (1990–1995) Commissaris van de Koningin van Friesland (1999–2008) | 1982 1986                |
|                                     | R.W. (Rudolf) de Korte    | dr. R.W. (Rudolf) de Korte (1936–2020)    | 9 juli 1986 – 15 december 1986   | 50       | Minister van Binnenlandse Zaken (1986) Lid Tweede Kamer (1986) Minister van Economische Zaken (1986–1989) Vicepremier (1986–1989) | Lid Tweede Kamer (1977–1986) (1989–1995) |                          |
|                                     | J.J.C. (Joris) Voorhoeve  | dr.ir. J.J.C. (Joris) Voorhoeve (1945)    | 15 december 1986 – 30 april 1990 | 40–44    | Lid Tweede Kamer (1982–1991) Fractievoorzitter Tweede Kamer (1986–1990) | Minister van Defensie (1994–1998) Minister voor Nederlands-Antilliaanse en Arubaanse Zaken (1994–1998) Lid Tweede Kamer (1998–1999) Lid van de Raad van State (1999–2011) | 1989                     |
|                                     | F. (Frits) Bolkestein     | mr.drs. F. (Frits) Bolkestein (1933–2025) | 30 april 1990 – 30 juli 1998     | 57–65    | Lid Tweede Kamer (1989–1999) Fractievoorzitter Tweede Kamer (1990–1998) Voorzitter van de Liberale Internationale (1996–2000) | Lid Tweede Kamer (1978–1982) (1986–1988) Staatssecretaris van Economische Zaken (1982–1986) Minister van Defensie (1988–1989) Eurocommissaris (1999–2004) | 1994 1998                |
|                                     | H.F. (Hans) Dijkstal      | H.F. (Hans) Dijkstal (1943–2010)          | 30 juli 1998 – 16 mei 2002       | 55–59    | Lid Tweede Kamer (1998–2002) Fractievoorzitter Tweede Kamer (1998–2002) | Lid Tweede Kamer (1982–1986) (1986–1994) Minister van Binnenlandse Zaken (1994–1998) Vicepremier (1994–1998) | 2002                     |
|                                     | G. (Gerrit) Zalm          | drs. G. (Gerrit) Zalm (1952)              | 16 mei 2002 – 27 november 2004   | 50–52    | Lid Tweede Kamer (2002–2003) Fractievoorzitter Tweede Kamer (2002–2003) Minister van Financiën (2003–2007) Vicepremier (2003–2007) | Directeur van het Centraal Planbureau (1989–1994) Minister van Financiën (1994–2002) Lid Tweede Kamer (1998) Minister van Economische Zaken (2006) | 2003                     |
|                                     | J.J. (Jozias) van Aartsen | J.J. (Jozias) van Aartsen (1947)          | 27 november 2004 – 8 maart 2006  | 56–58    | Lid Tweede Kamer (2002–2006) Fractievoorzitter Tweede Kamer (2003–2006) | Minister van Landbouw, Natuurbeheer en Visserij (1994–1998) Lid Tweede Kamer (1998) Minister van Buitenlandse Zaken (1998–2002) Burgemeester van Den Haag (2008–2017) Commissaris van de Koning van Drenthe (2017) Burgemeester van Amsterdam (2017–2018)                                                                               |                          |
| Vacant (8 maart 2006 – 31 mei 2006) |                           |                                           |                                  |          | | |                          |
|                                     | M. (Mark) Rutte           | drs. M. (Mark) Rutte (1967)               | 31 mei 2006 – 14 augustus 2023   | 39–56    | Staatssecretaris van Onderwijs, Cultuur en Wetenschap (2004–2006) Lid Tweede Kamer (2006–2010) (2012) (2017) (2021–2022) Fractievoorzitter Tweede Kamer (2006–2010) (2012) (2017) (2021–2022) Minister van Algemene Zaken (2010-2024) Minister-president (2010-2024) | Staatssecretaris van Sociale Zaken en Werkgelegenheid (2002–2004) Lid Tweede Kamer (2003) Secretaris-generaal van de NAVO (2024-heden) | 2006 2010 2012 2017 2021 |
|                                     |                           | drs. D. (Dilan) Yeşilgöz- Zegerius (1977) | 14 augustus 2023 – heden         | 46–      | Minister van Justitie en Veiligheid (2022-2024) Lid Tweede Kamer (sinds 2023) Fractievoorzitter Tweede Kamer (sinds 2023) | Lid Tweede Kamer (2017–2021) Staatssecretaris van Economische Zaken en Klimaat (2021–2022) | 2023                     |
| Bron: Geschiedenis VVD.nl           |                           |                                           |                                  |          | | |                          |